# Васильев, Сергей Сергеевич
Серге́й Серге́евич Васи́льев (2 марта 1908 года, Двинск (ныне — Даугавпилс, Латвия) — 23.06.1981) — советский учёный, физик-ядерщик, профессор МГУ, один из создателей советской атомной бомбы. Основатель Физико-технического института Узбекской академии наук (Ташкент), создатель ускорительного комплекса в Московском государственном университете.

## Биография
Родился в семье военнослужащего в городе Двинске Витебской губернии. Вместе с отцом переезжал по местам его службы. Начальное образование получил в Пензе. В 1925 году закончил среднюю школу в Ташкенте.
Как отличник учёбы без экзаменов был принят в САГУ. Оказался первым студентом, пожелавшим специализироваться по физике. В это время в университете не было возможностей для занятий физическим экспериментом, практикума для студентов, лабораторных мастерских, кафедра, к которой был приписан Сергей, была теоретической.
В 1930 году окончил физико-математический факультет САГУ (ныне НУУ им. М. Улугбека).
В связи с затруднительным материальным положением семьи (отец по болезни демобилизовался из армии, а в 1931 году скончался) ещё студентом Сергей подрабатывал репетиторством. В 1929—1935 годах работал в САГУ как препаратор, затем — лаборант, ассистент, заведующий лабораторией, с 1935 по 1945 годы — доцент, заведующий кафедрой экспериментальной физики САГУ.
В 1939 году С. С. Васильеву была присуждена учёная степень кандидата физико-математических наук после защиты диссертации в Ленинградском государственном университете на тему «Искровые пондемоторные счетчики частиц».
В 1940 году по инициативе С. С. Васильева при филиале АН СССР в Узбекской ССР была создана физико-техническая лаборатория (ФТЛ), директором которой он был в 1940—1943 годах. В 1943 году ФТЛ был преобразован в Физико-технический институт АН УзССР, и С. С. Васильев в 1943—1945 годах временно исполнял обязанности (по совместительству) директора ФТИ АН УзССР. Круг тем проводимых исследований был широк: электропроводность тонких плёнок на стекле, диффузия водорода через нагретую перегородку, регистрация атомов-отдачи при излучении, рассеяние света светом и получение с помощью генератора пучков быстрых протонов и дейтронов для изучения ядерных реакций и создания мощного источника нейтронов. Отсутствие необходимого оборудования серьёзно осложняло работу.
Предложил использование фотоэлементов для автоматизированной оценки качества хлопка.
В 1944 году по указанию наркома просвещения СССР С. В. Кафтанова был включён в комиссию по организации отделения ядерной физики на физическом факультете МГУ. Приняв приглашение академика Д. В. Скобельцына в 1945 году перешёл на работу в МГУ. В 1945 году Васильев начал работу по пуску в ФИАНе циклотрона с диаметром полюсов 30 см, использовавшегося потом для обучения студентов.
В составе группы учёных (А. И. Алиханов (председатель), Л. Д. Ландау, А. Б. Мигдал, С. А. Рейнберг, М. А. Садовский, Ю.Б. Харитон  и А. П. Закощиков) на заседании Технического совета Специального комитета 30 ноября 1945 года Васильеву было поручено проанализировать все имеющиеся материалы о последствиях применения атомных бомб в Хиросиме и Нагасаки и определить эффективность фактора взрывной волны, фактора теплового и фактора радиоактивного излучения.
В 1945—1956 годах — доцент физического факультета МГУ (с 1946 года по совместительству). В 1946—1973 годах — заместитель директора НИИЯФ МГУ по научно-технической работе и заведующий Лабораторией ядерных реакций (ЛЯР). С 1949 года участвовал в планировании строительства и научно-технического оснащения НИИЯФ в новых помещениях МГУ на Ленинских горах.
Впоследствии на созданной по инициативе и под руководством Васильева на экспериментальной базе НИИЯФ было подготовлено 15 докторских и более 80 кандидатских диссертаций.
В 1968 году присвоено учёное звание профессора. В 1973—1981 годах работал старшим научным сотрудником — консультантом ЛЯР НИИЯФ МГУ.
Умер 23 июня 1981 года.

## Научные интересы
Ускорительная техника и ядерная физика малых и средних энергий.
Разработал технические задания для изготовления 30-сантиметрового циклотрона в ФИАНе, 72-сантиметрового циклотрона, циклотрона У-120, бетатрона с энергией гамма-квантов до 35 МэВ, каскадного генератора на энергию 500 кэВ, электростатических генераторов на 300 кэВ и 4 МэВ, – ставших основой ускорительного комплекса (19-го корпуса) НИИЯФ.

## Награды
Награждён медалью «За доблестный труд в Великой Отечественной войне 1941–1945 гг.» (1946),  орденом Красного Знамени (1951).